# Lotta libera ai Giochi della XXVIII Olimpiade - 55 kg maschile
Il torneo si è svolto il 27 e il 28 agosto.
Legenda:
- TO — Vittoria per KO
- SP — Vittoria di superiorità, 10 punti di differenza, sconfitto con punti
- ST — Vittoria di superiorità, 10 punti di differenza, sconfitto senza punti
- PP — Vittoria ai punti, sconfitto con punti tecnici
- PO — Vittoria ai punti, sconfitto senza punti tecnici
- PA — Vittoria per squalifica dell'avversario
- DQ — Vittoria per rinuncia dell'avversario
- CP — Punti di classifica
- TP — Punti tecnici

## Gironi di qualificazione

### Girone 1
| Posizione | Lottatore       | Paese       | W | L | CP | TP |
| --------- | --------------- | ----------- | - | - | -- | -- |
| 1         | Stephen Abas    | Stati Uniti | 2 | 0 | 6  | 10 |
| 2         | Rene Montero    | Cuba        | 1 | 1 | 4  | 8  |
| 3         | Ghenadie Tulbea | Moldavia    | 0 | 2 | 1  | 1  |

| Rosso           | Blu             | CP  |    | TP  |
| --------------- | --------------- | --- | -- | --- |
| Ghenadie Tulbea | Rene Montero    | 0-3 | PO | 0-5 |
| Stephen Abas    | Ghenadie Tulbea | 3-1 | PP | 6-1 |
| Rene Montero    | Stephen Abas    | 1-3 | PP | 3-4 |

### Girone 2
| Posizione | Lottatore        | Paese     | W | L | CP | TP |
| --------- | ---------------- | --------- | - | - | -- | -- |
| 1         | Li Zhengyu       | Cina      | 2 | 0 | 6  | 13 |
| 2         | Radoslav Velikov | Bulgaria  | 1 | 1 | 5  | 19 |
| 3         | Shaun Williams   | Sudafrica | 0 | 2 | 2  | 6  |

| Rosso            | Blu              | CP  |    | TP   |
| ---------------- | ---------------- | --- | -- | ---- |
| Radoslav Velikov | Shaun Williams   | 4-1 | SP | 13-2 |
| Li Zhengyu       | Radoslav Velikov | 3-1 | PP | 8-6  |
| Shaun Williams   | Li Zhengyu       | 1-3 | PP | 4-5  |

### Girone 3
| Posizione | Lottatore           | Paese         | W | L | CP | TP |
| --------- | ------------------- | ------------- | - | - | -- | -- |
| 1         | Kim Hyo-Sub         | Corea del Sud | 1 | 1 | 4  | 8  |
| 2         | Naranbaatar Bayaraa | Mongolia      | 1 | 1 | 4  | 9  |
| 3         | Babak Nourzad       | Iran          | 1 | 1 | 3  | 6  |

| Rosso               | Blu                 | CP  |    | TP  |
| ------------------- | ------------------- | --- | -- | --- |
| Babak Nourzad       | Naranbaatar Bayaraa | 0-3 | PO | 0-6 |
| Kim Hyo-Sub         | Babak Nourzad       | 1-3 | PP | 4-6 |
| Naranbaatar Bayaraa | Kim Hyo-Sub         | 1-3 | PP | 3-4 |

### Girone 4
| Posizione | Lottatore        | Paese       | W | L | CP | TP |
| --------- | ---------------- | ----------- | - | - | -- | -- |
| 1         | Chikara Tanabe   | Giappone    | 2 | 0 | 6  | 9  |
| 2         | Namig Abdullayev | Azerbaigian | 1 | 1 | 4  | 8  |
| 3         | Yogeshwar Dutt   | India       | 0 | 2 | 2  | 5  |

| Rosso            | Blu              | CP  |    | TP  |
| ---------------- | ---------------- | --- | -- | --- |
| Chikara Tanabe   | Namig Abdullayev | 3-1 | PP | 5-2 |
| Yogeshwar Dutt   | Chikara Tanabe   | 1-3 | PP | 3-4 |
| Namig Abdullayev | Yogeshwar Dutt   | 3-1 | PP | 6-2 |

### Girone 5
| Posizione | Lottatore             | Paese       | W | L | CP | TP |
| --------- | --------------------- | ----------- | - | - | -- | -- |
| 1         | Oleksandr Zakharuk    | Ucraina     | 2 | 0 | 6  | 7  |
| 2         | Herman Kantoyeu       | Bielorussia | 1 | 1 | 4  | 7  |
| 3         | Bauyrzhan Orazgaliyev | Kazakistan  | 0 | 2 | 2  | 2  |

| Rosso                 | Blu                   | CP  |    | TP  |
| --------------------- | --------------------- | --- | -- | --- |
| Oleksandr Zakharuk    | Bauyrzhan Orazgaliyev | 3-1 | PP | 3-1 |
| Herman Kantoyeu       | Oleksandr Zakharuk    | 1-3 | PP | 3-4 |
| Bauyrzhan Orazgaliyev | Herman Kantoyeu       | 1-3 | PP | 1-4 |

### Girone 6
| Posizione | Lottatore            | Paese       | W | L | CP | TP |
| --------- | -------------------- | ----------- | - | - | -- | -- |
| 1         | Mavlet Batirov       | Russia      | 2 | 0 | 7  | 23 |
| 2         | Dilshod Mansurov     | Uzbekistan  | 1 | 1 | 5  | 12 |
| 3         | Bashir Ahmad Rahmati | Afghanistan | 0 | 2 | 0  | 0  |

| Rosso                | Blu                  | CP  |    | TP   |
| -------------------- | -------------------- | --- | -- | ---- |
| Bashir Ahmad Rahmati | Dilshod Mansurov     | 0-4 | ST | 0-11 |
| Mavlet Batirov       | Bashir Ahmad Rahmati | 4-0 | ST | 20-0 |
| Dilshod Mansurov     | Mavlet Batirov       | 1-3 | PP | 1-3  |

### Girone 7
| Posizione | Lottatore        | Paese          | W | L | CP | TP |
| --------- | ---------------- | -------------- | - | - | -- | -- |
| 1         | Amiran Karntanov | Grecia         | 3 | 0 | 10 | 17 |
| 2         | O Song-Nam       | Corea del Nord | 2 | 1 | 8  | 8  |
| 3         | Martin Berberyan | Armenia        | 1 | 2 | 5  | 9  |
| 4         | Harun Doğan      | Turchia        | 0 | 3 | 1  | 3  |

| Rosso            | Blu              | CP  |    | TP   |
| ---------------- | ---------------- | --- | -- | ---- |
| O Song-Nam       | Amiran Karntanov | 1-3 | PP | 3-4  |
| Martin Berberyan | Harun Doğan      | 3-1 | PP | 5-3  |
| O Song-Nam       | Martin Berberyan | 3-1 | PP | 5-2  |
| Amiran Karntanov | Harun Doğan      | 4-0 | ST | 10-0 |
| O Song-Nam       | Harun Doğan      | 4-0 | PA |      |
| Amiran Karntanov | Martin Berberyan | 3-1 | PP | 3-2  |

## Tabellone a eliminazione
|  | Quarti di finale   | Quarti di finale |                |                  | Semifinali                | Semifinali                |  |  | Finale         | Finale |
|  |                    |                  |                |                  |                           |                           |  |  |                |        |
|  | 27 agosto 2004     |                  |                |                  |                           |                           |  |  |                |        |
|  |                    |                  |                |                  |                           |                           |  |  |                |        |
|  | Stephen Abas       | 6                |                |                  |                           |                           |  |  |                |        |
|  | Stephen Abas       | 6                | 28 agosto 2004 |                  |                           |                           |  |  |                |        |
|  | Li Zhengyu         | 1                |                |                  |                           |                           |  |  |                |        |
|  | Li Zhengyu         | 1                | Stephen Abas   | 3                |                           |                           |  |  |                |        |
|  | 27 agosto 2004     |                  | Stephen Abas   | 3                |                           |                           |  |  |                |        |
|  |                    | Chikara Tanabe   | 0              |                  |                           |                           |  |  |                |        |
|  | Kim Hyo-Sub        | Chikara Tanabe   | 0              | 0                |                           |                           |  |  |                |        |
|  | Kim Hyo-Sub        |                  | 28 agosto 2004 | 0                |                           |                           |  |  |                |        |
|  | Chikara Tanabe     | 10               |                |                  |                           |                           |  |  |                |        |
|  | Chikara Tanabe     | 10               | Stephen Abas   | 1                |                           |                           |  |  |                |        |
|  | 27 agosto 2004     |                  | Stephen Abas   | 1                |                           |                           |  |  |                |        |
|  |                    | Mavlet Batirov   | 9              |                  |                           |                           |  |  |                |        |
|  | Oleksandr Zakharuk | Mavlet Batirov   | 9              | 0                |                           |                           |  |  |                |        |
|  | Oleksandr Zakharuk | 28 agosto 2004   |                | 0                |                           |                           |  |  |                |        |
|  | Mavlet Batirov     | 4                |                |                  |                           |                           |  |  |                |        |
|  | Mavlet Batirov     | 4                | Mavlet Batirov | 7                | Finale per il terzo posto | Finale per il terzo posto |  |  |                |        |
|  | 27 agosto 2004     |                  | Mavlet Batirov | 7                | Finale per il terzo posto | Finale per il terzo posto |  |  |                |        |
|  |                    | Amiran Karntanov | 1              |                  |                           |                           |  |  |                |        |
|  | Amiran Karntanov   | Amiran Karntanov | 1              | bye              | Chikara Tanabe            | 7                         |  |  |                |        |
|  | Amiran Karntanov   |                  |                | bye              | Chikara Tanabe            | 7                         |  |  |                |        |
|  |                    |                  |                | Amiran Karntanov | 0                         |                           |  |  |                |        |
|  |                    |                  |                | Amiran Karntanov | 0                         |                           |  |  |                |        |
|  |                    |                  |                |                  |                           |                           |  |  | 28 agosto 2004 |        |
|  |                    |                  |                |                  |                           |                           |  |  |                |        |